# Godfrey Weitzel
Godfrey Weitzel, geboren als Gottfried Weitzel (Winzeln, 1 november 1835 – Philadelphia, 19 maart 1884) was een generaal van Beierse afkomst die vocht in de Amerikaanse Burgeroorlog.

## Beginjaren
Gottfried Weitzel werd geboren in Beieren. Toen hij nog jong was, weken zijn ouders Ludwig Weitzel en Susanna Krummel uit naar Cincinnati (Ohio), waar hij school liep. In 1851 ging hij naar de United States Military Academy te West Point, toen onder Robert E. Lee. Weitzel studeerde af als 2de van 34 cadetten. Hij werd aangesteld om de verdediging van New Orleans te versterken. In 1859 keerde hij terug naar West Point om les te geven in ingenieurstechnieken. Op 3 november 1859 trouwde Weitzel met Louisa C. Moor uit Cincinnati, maar enkele weken later kwam zij om in een brand. In 1861 werd hij eerste luitenant bij de genie en in 1861 werd hij naar Washington, D.C. gestuurd onder meer als lijfwacht bij de eedaflegging van president Abraham Lincoln.

## Amerikaanse Burgeroorlog
Bij de uitbraak van de Amerikaanse Burgeroorlog versterkte hij de verdediging van Cincinnati en Washington en in 1861 werkte hij voor George B. McClellan in diens Army of the Potomac. Hij ging bij de staf van generaal Benjamin Butler als hoofdingenieur in het Department of the Gulf. Na inname van New Orleans werd Weitzel er militair bevelhebber en dienstdoend burgemeester. Hij werd in augustus 1862 bevorderd tot brigadegeneraal. In oktober versloeg hij een grote macht bij Labadieville (Louisiana). Van april tot mei 1863 leidde hij de voorpost van Nathaniel P. Banks in westelijk Louisiana. Hij vocht in het Beleg van Port Hudson.
Weitzel leidde een divisie van het XIX Corps in de Lafourcheveldtocht. Van mei tot september 1864 was hij hoofdingenieur van het Army of the James, waar hij in actie kwam in de Slag bij Swift Creek en de Slag bij Drury's Bluff. Hij bouwde versterkingen in de Bermuda Hundred-veldtocht, de Jamesrivier en de Eerste Slag bij Deep Bottom.
Hij kreeg van september tot december 1864 het bevel over het XVIII Corps en nam Fort Harrison in. Op 7 november 1864 werd hij bevorderd tot generaal-majoor en kreeg hij het bevel over het XXV Corps van Afro-Amerikanen met blanke officieren. Hij nam deel aan de Eerste Slag om Fort Fisher en werd naar Virginia gestuurd na het ontslag van generaal Butler.
Op 6 januari 1865 bracht Weitzel zijn verlof door in Cincinnati en hij hertrouwde er met Louise Bogen, dochter van varkensboer en wijnboer van catwaba Peter Bogen. Ze kregen drie kinderen: de eerste zoon Godfrey Weitzel werd op 26 september 1865 dood geboren. De dochter Blanche Celeste Weitzel werd geboren op 16 februari 1868, maar stierf op 5 april aan mazelen. Hun derde kind Irene Weitzel werd geboren op 11 april 1876, kreeg zelf kinderen en leefde tot 1936.
In de laatste maanden van de oorlog gaf Ulysses S. Grant Weitzel het bevel over alle troepen ten noorden van de Appomattox. Weitzel nam Richmond (Virginia) in op 3 april 3 1865 en vestigde zijn hoofdkwartier in de woning van Jefferson Davis. Zijn aide-de-camp, luitenant Johnston de Peyster hees als eerste de vlag van de Unie boven Richmond.

## Na de oorlog

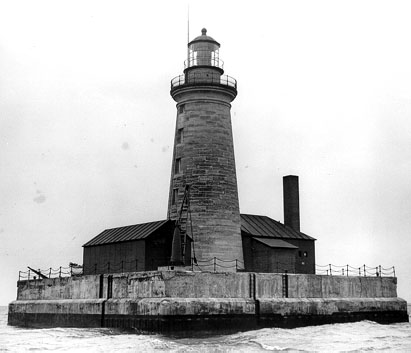
Spectacle Reef Light

Weitzel kreeg tot 1866 het bevel over het District Rio Grande en ging op 1 maart uit dienst. In augustus 1866 begon hij in Indiana een kanaal aan te leggen rond de watervallen van de Ohio (rivier).
In 1875 bouwde hij een lichtbaken in het meer van Alpena (Michigan). In 1877 bouwde hij de grondvesten voor het tweede Alpena Light. Het was een houten bruine piramidale constructie met een fresnellens van zesde orde. De stadsbrand van juli 1888 verwoestte dit.
In 1881 leidde hij de bouw van een van de Soo Locks, destijds de grootste sluis ter wereld. In 1882 bouwde hij de vuurtoren Stannard Rock Lighthouse op Lake Superior. Hij ontwierp en bouwde samen met kolonel Orlando M. Poe het Spectacle Reef Light.
Hij overleed in Philadelphia aan buiktyfus en werd begraven in Spring Grove Cemetery in Cincinnati.

## Militaire loopbaan
- Kadet United States Military Academy: 1 juli 1851 - 1 juli 1855[8]
- Brevet Second Lieutenant, Corps of Engineers: 1 juli 1855[8]
- Second Lieutenant, Corps of Engineers: 27 juli 1856[8]
- First Lieutenant, Corps of Engineers: 1 juli 1860[8]
- Brigadier General, U. S. Volunteers: 29 augustus 1862[8]
- Brevet Major: 27 oktober 1862[8]
- Captain, Corps of Engineers: 3 maart 1863[8]
- Brevet Lieutenant Colonel: 8 juli 1863[8]
- Brevet Major General, U. S. Volunteers: 29 augustus 1864[8]
- Brevet Colonel: 29 september 1864[8]
- Major General, U. S. Volunteers: 17 november 1864[8]
- Brevet Brigadier General, U. S. Army: 13 maart 1865[8]
- Brevet Major General, U. S. Army: 13 maart 1865[8]
- Mustered out of Volunteer Service: 1 maart 1866[8]
- Major, Corps of Engineers: 8 augustus 1866[8]
- Lieutenant Colonel, Corps of Engineers: 23 juni 1882[8]